# سیارک ۴۲۱
سیارک ۴۲۱ (به انگلیسی: 421 Zahringia، نامگذاری:1896CZ) چهارصد و بیست و یکمین سیارک کشف شده‌است که در ۷ سپتامبر ۱۸۹۶ و در هایدلبرگ کشف شد.
قدر مطلق سیارک برابر ۱۱٫۷۸ است.